# Grand Prix Criquielion 2014
La 21e édition du Grand Prix Criquielion a eu lieu le 17 mai 2014. La course fait partie du calendrier UCI Europe Tour 2014 en catégorie 1.2, elle constitue également la troisième manche de la Topcompétition 2014. La course longue de 170,6 kilomètres s'achève au bout de 3 h 59 min 3 s par un sprint massif dans lequel 94 coureurs sont engagés. Kevin Peeters (Vastgoedservice-Golden Palace Continental) termine premier, immédiatement suivi par Bert Van Lerberghe (EFC-Omega Pharma-Quick Step) et Kevin Deltombe (Lotto-Belisol U23). Tim Vanspeybroeck (3M) prend la tête de la Topcompétition. Sur les 186 coureurs qui ont pris le départ, 156 ont franchi la ligne d'arrivée.

## Présentation

### Parcours
Le Grand Prix Criquielion a lieu le 17 mai 2014, son départ a lieu à Boussu et son arrivée à Deux-Acren 170,6 kilomètres plus loin.
Le départ fictif a lieu à Boussu à 12 h 30 sur la place de la commune, face à la maison communale. Les coureurs commencent alors un premier tour de circuit avant de trouver 6,5 kilomètres plus loin le départ réel. Ce circuit forme une boucle entre Boussu et Hornu que les coureurs empruntent dans le sens anti-horaire. Ils effectuent deux tours supplémentaires de ce circuit. À la fin de ce troisième tour, au niveau de la place et de la maison communale de Boussu, ils remontent vers le nord et débutent un parcours en ligne de 67,4 kilomètres qui traverse Saint-Ghislain, Neufmaison, Chièvres, Brugelette, Gondregnies, Silly, Bassilly, Bever et finit par entrer dans Deux-Acren.
À partir de là, les coureurs entrent dans un circuit local de 17,2 kilomètres qu'il faut parcourir à six reprises. Traversant la commune, le circuit entre ensuite dans Overboelare où se situe le grand prix de la montagne : le Denderoordberg, présentant une dénivellation d'une cinquantaine de mètres, une longueur de 710 mètres, une pente moyenne de 7,5 % et une pente maximale de 9,1 %. Ils poursuivent ensuite sur Moerbeke et Viane avant de revenir sur Deux-Acren et franchir à nouveau la ligne. L'arrivée est prévue à 16 h 42 sur la base d'une vitesse moyenne de 42 km/h et à 16 h 31 sur la base d'une vitesse moyenne de 44 km/h.

Cartographie
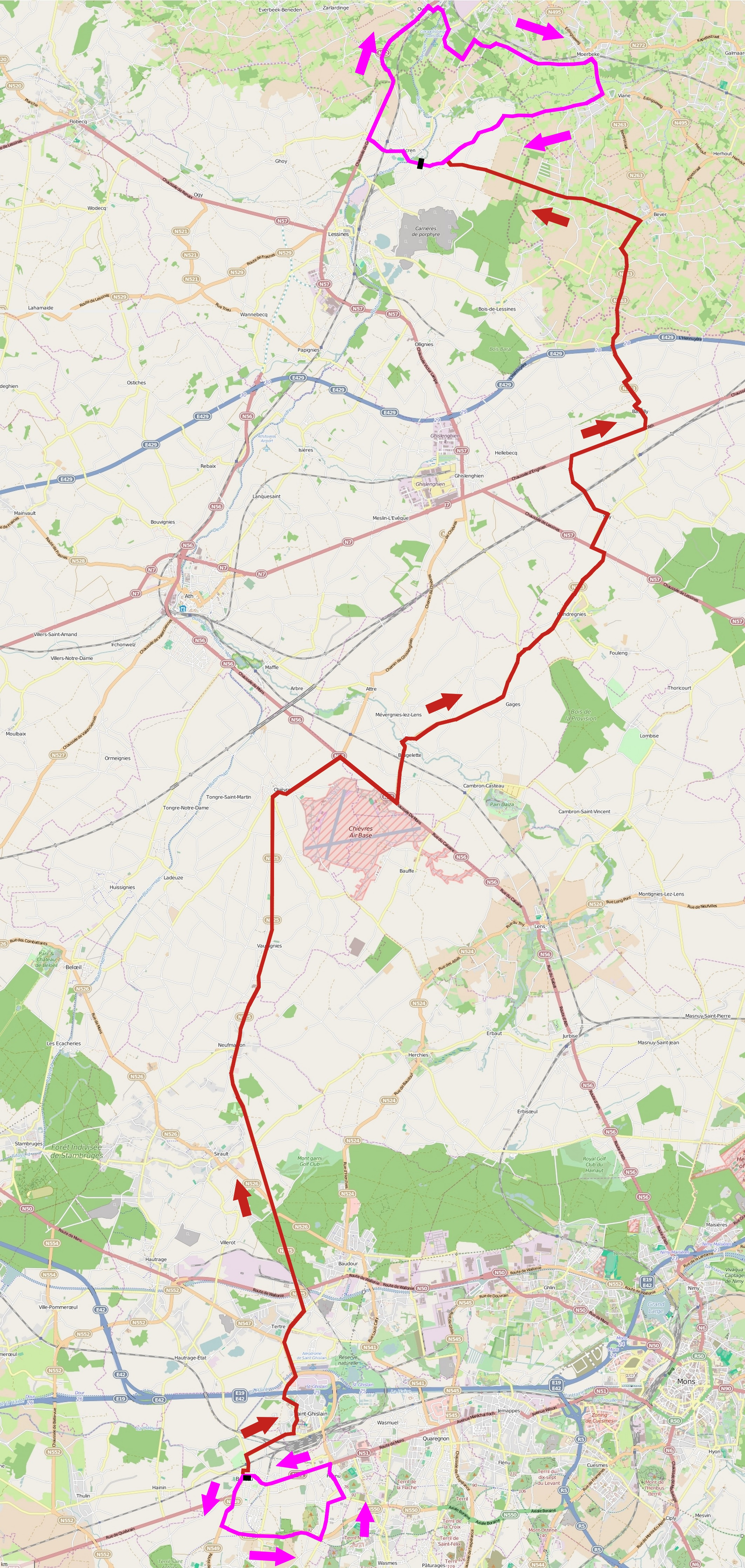
Le parcours[R 4].
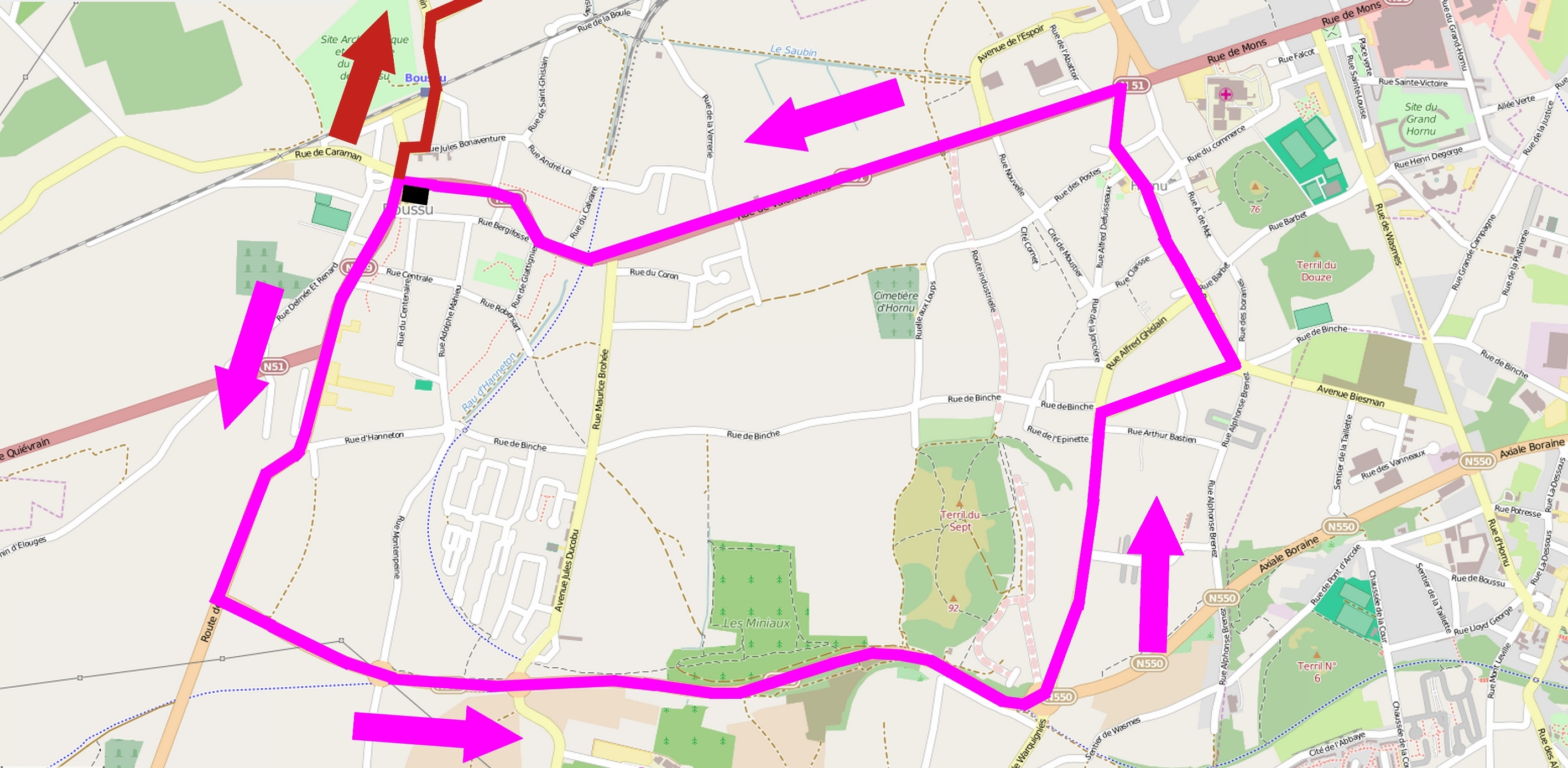
Le circuit local de Boussu.
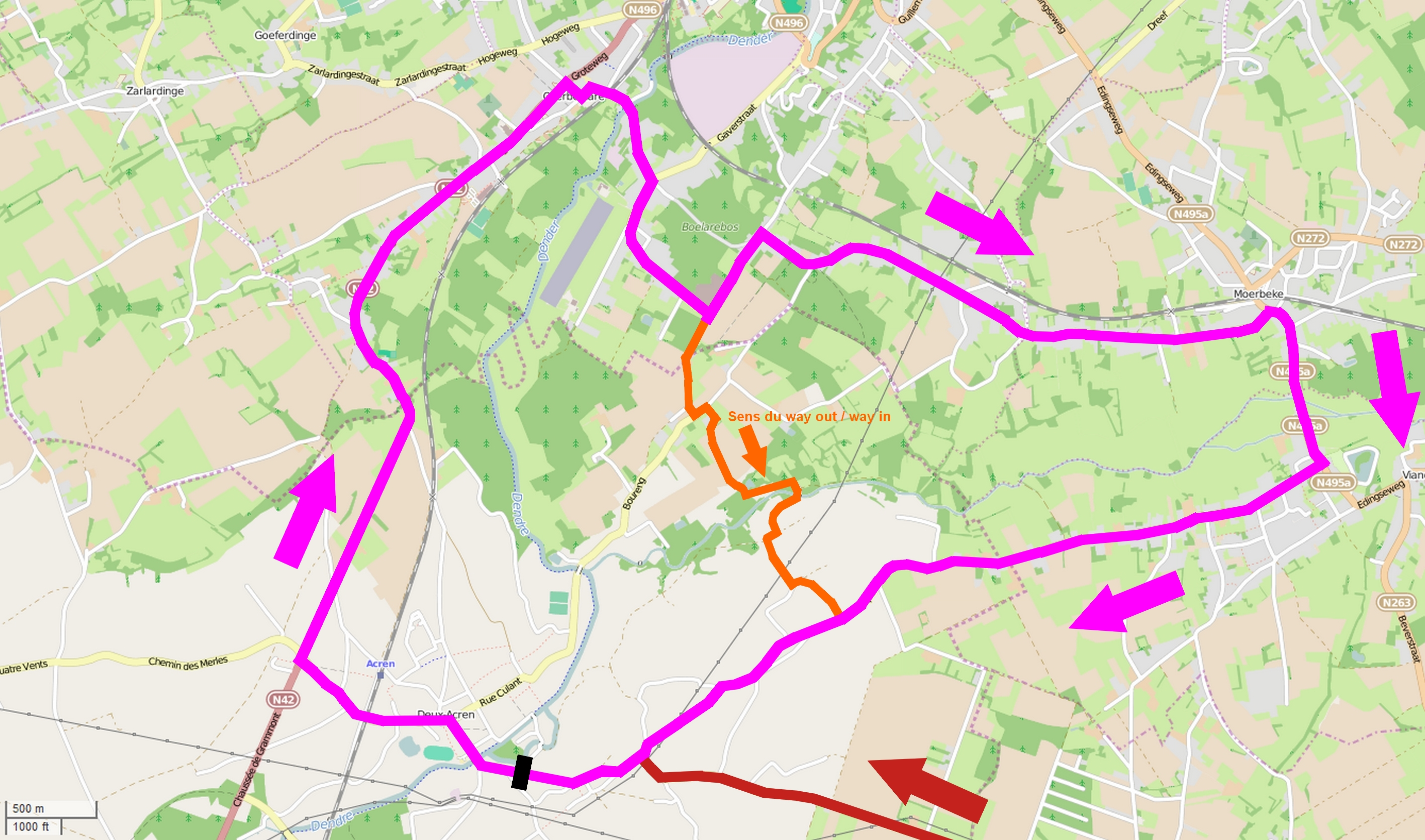
Le circuit local de Deux-Acren.

### Équipes
Classé en catégorie 1.2 de l'UCI Europe Tour, le Grand Prix Criquielion est par conséquent ouvert aux équipes continentales professionnelles belges, aux équipes continentales, aux équipes nationales et aux équipes régionales et de clubs.
Vingt-sept équipes participent à ce Grand Prix Criquielion : une équipe continentale professionnelle, douze équipes continentales et quatorze équipes régionales et de clubs.
| Équipe continentale professionnelle | Équipe continentale professionnelle | Équipe continentale professionnelle |
| Nom de l'équipe                     | Pays                                | Code                                |
| ----------------------------------- | ----------------------------------- | ----------------------------------- |
| Wanty-Groupe Gobert                 | Belgique                            | WGG                                 |

| Équipes continentales                     | Équipes continentales | Équipes continentales |
| Nom de l'équipe                           | Pays                  | Code                  |
| ----------------------------------------- | --------------------- | --------------------- |
| 3M                                        | Belgique              | MMM                   |
| Cibel                                     | Belgique              | CIB                   |
| Color Code-Biowanze                       | Belgique              | CCB                   |
| Etixx                                     | Tchéquie              | ETI                   |
| Josan-To Win                              | Belgique              | JTW                   |
| Leopard Development                       | Luxembourg            | LDT                   |
| Start-Trigon                              | Paraguay              | STF                   |
| T.Palm-Pôle Continental Wallon            | Belgique              | PCW                   |
| Vastgoedservice-Golden Palace Continental | Belgique              | VGS                   |
| Veranclassic-Doltcini                     | Belgique              | VER                   |
| Verandas Willems                          | Belgique              | WIL                   |

| Équipes régionales et de clubs   | Équipes régionales et de clubs | Équipes régionales et de clubs |
| Nom de l'équipe                  | Pays                           | Code                           |
| -------------------------------- | ------------------------------ | ------------------------------ |
| Asfra Racing Oudenaarde          | Belgique                       | ASF                            |
| Baguet-MIBA Poorten-Indulek      | Belgique                       | BMP                            |
| BCV Works-Soenens                | Belgique                       | BCV                            |
| Bianchi-Lotto-Nieuwe Hoop Tielen | Belgique                       | VZW                            |
| CC Nogent-sur-Oise               | France                         | CCN                            |
| Colba-Superano Ham               | Belgique                       | CMD                            |
| Distrikt Jutland Seeland         | Danemark                       | DJS                            |
| EFC-Omega Pharma-Quick Step      | Belgique                       | EFC                            |
| Lotto-Belisol U23                | Belgique                       | LTU                            |
| NRW                              | Allemagne                      | NRW                            |
| Ottignies-Perwez                 | Belgique                       | OTP                            |
| Prorace                          | Belgique                       | PRO                            |
| Van Der Vurst Development        | Belgique                       | VDV                            |
| VL Technics-Abutriek             | Belgique                       | VLT                            |
| Wetterse Dakwerken-Trawobo-VDM   | Belgique                       | WDT                            |

### Règlement de la course

#### Primes
Les vingt prix sont attribués suivant le barème de l'UCI,. Le total général des prix distribués est de 6 010 €.
| Position | 1er     | 2e      | 3e    | 4e    | 5e    | 6e    | 7e    | 8e    | 9e    | 10e à 20e |
| Prix     | 2 425 € | 1 210 € | 607 € | 305 € | 240 € | 180 € | 180 € | 118 € | 118 € | 57 €      |

## Classements finals

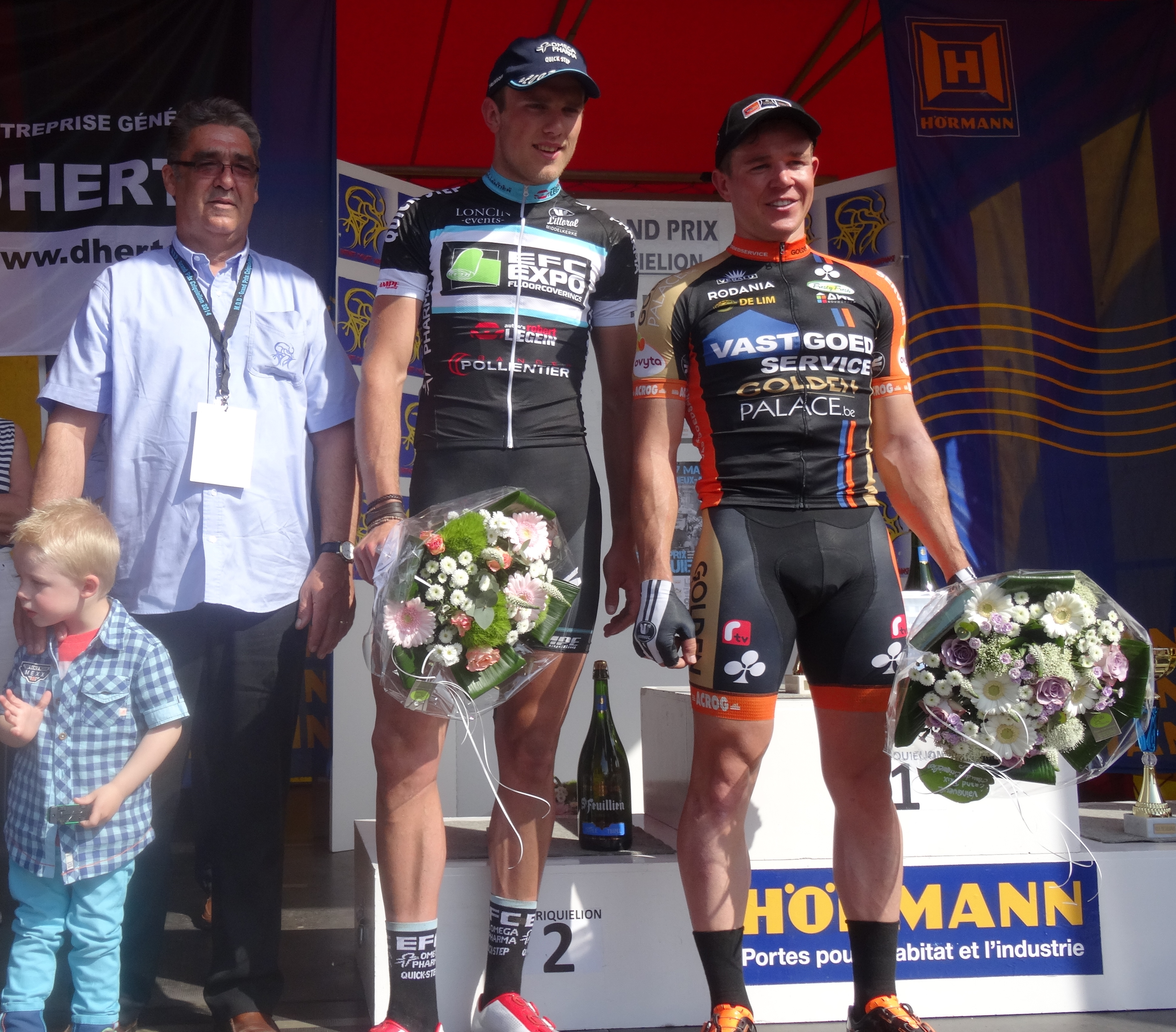
Claude Criquielion aux côtés de Bert Van Lerberghe (2e) et Kevin Peeters (1er).

### Classement général
La course de 170,6 kilomètres s'achève au bout de 3 h 59 min 3 s par un sprint massif dans lequel 94 coureurs sont engagés. Kevin Peeters (Vastgoedservice-Golden Palace Continental) termine premier avec une vitesse moyenne de 42,819 km/h, immédiatement suivi par Bert Van Lerberghe (EFC-Omega Pharma-Quick Step) et Kevin Deltombe (Lotto-Belisol U23). Trois coureurs de Lotto-Belisol U23 se placent dans le top ten, puis qu'Amaury Capiot est 6e et Kenneth Van Rooy est 8e. Six des sept coureurs engagés de l'équipe ont d'ailleurs pris place dans le sprint massif.
Sur les 186 coureurs qui ont pris le départ, 156 ont franchi la ligne d'arrivée.
| Classement général | Classement général | Classement général | Classement général                        | Classement général |
|                    | Coureur            | Pays               | Équipe                                    | Temps              |
| ------------------ | ------------------ | ------------------ | ----------------------------------------- | ------------------ |
| 1er                | Kevin Peeters      | Belgique           | Vastgoedservice-Golden Palace Continental | en 3 h 59 min 3 s  |
| 2e                 | Bert Van Lerberghe | Belgique           | EFC-Omega Pharma-Quick Step               | m.t                |
| 3e                 | Kevin Deltombe     | Belgique           | Lotto-Belisol U23                         | m.t                |
| 4e                 | Niels Reynvoet     | Belgique           | Josan-To Win                              | m.t                |
| 5e                 | Maxime Farazijn    | Belgique           | EFC-Omega Pharma-Quick Step               | m.t                |
| 6e                 | Amaury Capiot      | Belgique           | Lotto-Belisol U23                         | m.t                |
| 7e                 | Jelle Mannaerts    | Belgique           | Verandas Willems                          | m.t                |
| 8e                 | Kenneth Van Rooy   | Belgique           | Lotto-Belisol U23                         | m.t                |
| 9e                 | Joeri Stallaert    | Belgique           | Veranclassic-Doltcini                     | m.t                |
| 10e                | Andrew Ydens       | Belgique           | T.Palm-Pôle Continental Wallon            | m.t                |

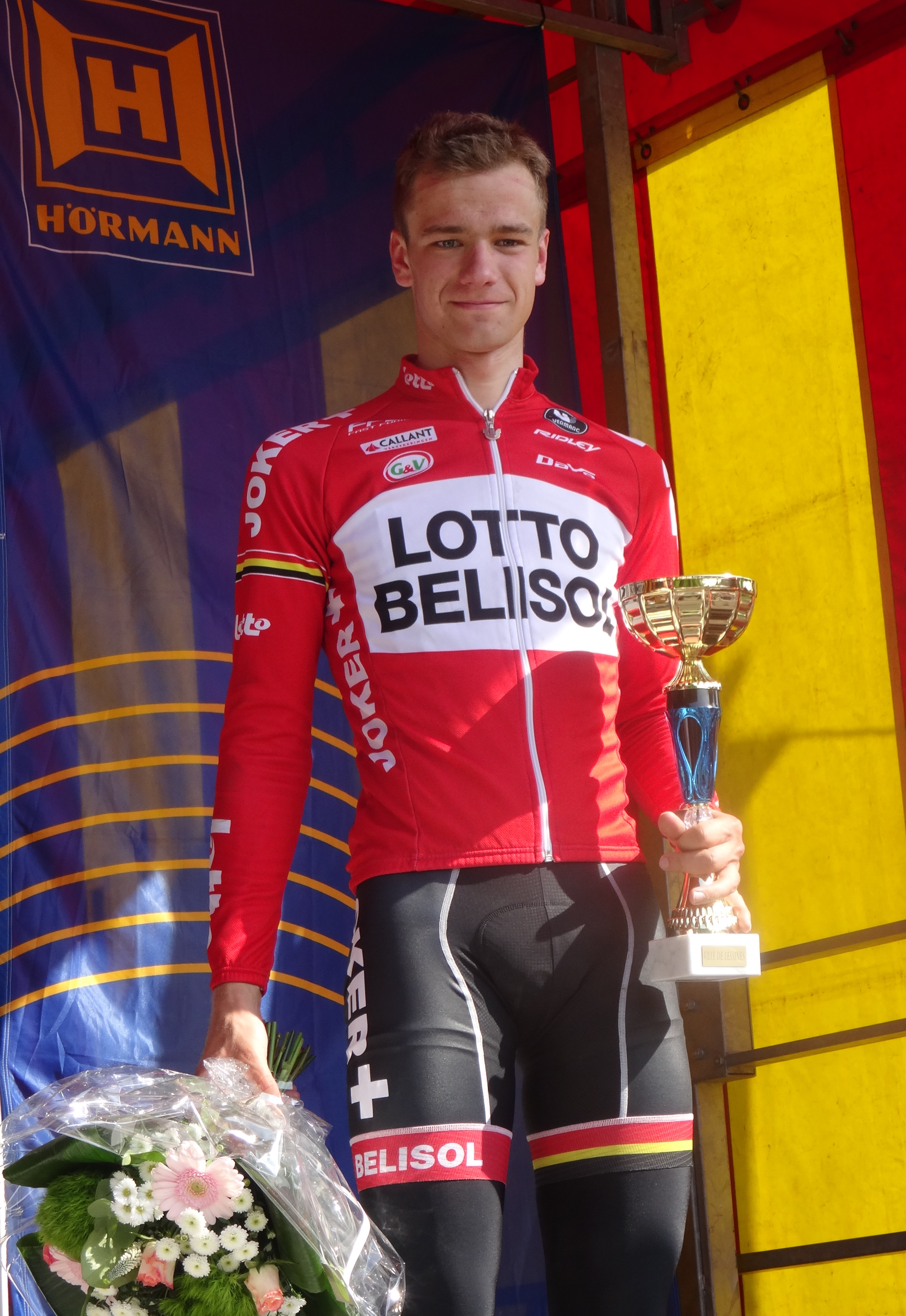
Kevin Deltombe (3e).

| modifier           |                    |                    |                                           |                    |

### UCI Europe Tour
Ce Grand Prix Criquielion attribue des points pour l'UCI Europe Tour 2014, par équipes seulement aux coureurs des équipes continentales professionnelles et continentales, individuellement à tous les coureurs des équipes précitées.
| Position           | 1er | 2e | 3e | 4e | 5e | 6e | 7e | 8e |
| Classement général | 40  | 30 | 25 | 20 | 15 | 10 | 5  | 3  |

Ainsi, Kevin Peeters (1er) remporte quarante points, Niels Reynvoet (4e) douze points, et Jelle Mannaerts (7e) six points. Bert Van Lerberghe (2e), Kevin Deltombe (3e), Maxime Farazijn (5e), Amaury Capiot (6e) et Kenneth Van Rooy (8e) ne remportent pas de points, car ils font partie d'équipes de clubs.

### Classement de la Topcompétition après trois manches

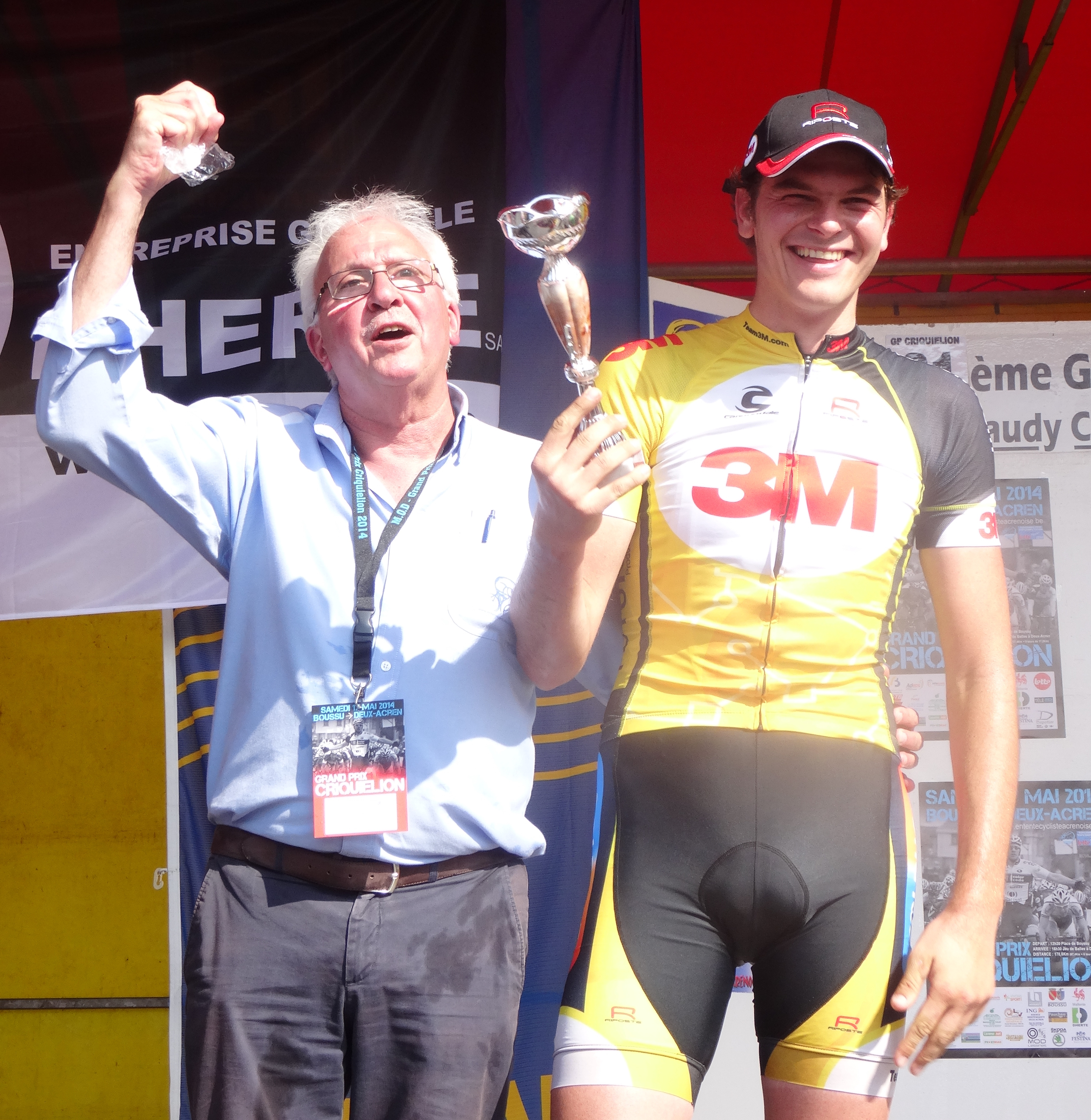
Tim Vanspeybroeck (3M), leader de la Topcompétition.

Le classement inter-équipes à l'issue du Grand Prix Criquielion 2014 fait état de 82 points pour EFC-Omega Pharma-Quick Step, 80 points pour Lotto-Belisol U23, 68 points pour 3M, 68 points pour Color Code-Biowanze, 68 points pour Verandas Willems, 57 points pour BCV Works-Soenens, 56 points pour Cibel, 52 points pour Wallonie-Bruxelles, 52 points pour Ottignies-Perwez, 49 points pour VL Technics-Abutriek, 48 points pour Josan-To Win, 48 points pour Prorace, 38 points pour T.Palm-Pôle Continental Wallon, 38 points pour Veranclassic-Doltcini, 35 points pour Van Der Vurst Development, 29 points pour Baguet-MIBA Poorten-Indulek, 21 points pour Bianchi-Lotto-Nieuwe Hoop Tielen, 18 points pour Asfra Racing Oudenaarde et onze points pour Vastgoedservice-Golden Palace Continental.
Avec 53 points, Tim Vanspeybroeck (3M) devient le nouveau leader de la Topcompétition.
| Top ten de la Top Compétition après trois manches | Top ten de la Top Compétition après trois manches | Top ten de la Top Compétition après trois manches | Top ten de la Top Compétition après trois manches | Top ten de la Top Compétition après trois manches |
| ------------------------------------------------- | ------------------------------------------------- | ------------------------------------------------- | ------------------------------------------------- | ------------------------------------------------- |
|                                                   | Coureur                                           | Pays                                              | Équipe                                            | Point(s)                                          |
| 1er                                               | Tim Vanspeybroeck                                 | Belgique                                          | 3M                                                | 53 points                                         |
| 2e                                                | Matthias Allegaert                                | Belgique                                          | BCV Works-Soenens                                 | 50 pts                                            |
| 3e                                                | Kevin Deltombe                                    | Belgique                                          | Lotto-Belisol U23                                 | 45 pts                                            |
| 4e                                                | Gaëtan Bille                                      | Belgique                                          | Verandas Willems                                  | 43 pts                                            |
| 5e                                                | Floris De Tier                                    | Belgique                                          | EFC-Omega Pharma-Quick Step                       | 43 pts                                            |
| 6e                                                | Ludwig De Winter                                  | Belgique                                          | Color Code-Biowanze                               | 40 pts                                            |
| 7e                                                | Jimmy Janssens                                    | Belgique                                          | 3M                                                | 38 pts                                            |
| 8e                                                | Tom Dernies                                       | Belgique                                          | Wallonie-Bruxelles                                | 38 pts                                            |
| 9e                                                | Kenneth Van Rooy                                  | Belgique                                          | Lotto-Belisol U23                                 | 38 pts                                            |
| 10e                                               | Bert Van Lerberghe                                | Belgique                                          | EFC-Omega Pharma-Quick Step                       | 30 pts                                            |
| modifier                                          |                                                   |                                                   |                                                   |                                                   |

## Liste des participants
Cent-quatre-vingt-six coureurs ont pris le départ.
| Légende | Légende                                                                    | Légende | Légende                                                    |
| ------- | -------------------------------------------------------------------------- | ------- | ---------------------------------------------------------- |
| Num     | Dossard de départ porté par le coureur sur ce Grand Prix Criquielion       | Pos     | Position à l'arrivée de la course                          |
|         | Indique un maillot de champion national ou mondial, suivi de sa spécialité | NP      | Indique un coureur qui n'a pas pris le départ de la course |
| AB      | Indique un coureur qui n'a pas terminé la course                           | HD      | Indique un coureur qui a terminé la course hors des délais |
| DSQ     | Indique un coureur qui a été disqualifié de la course                      |         |                                                            |

| Asfra Racing Oudenaarde ASF | Asfra Racing Oudenaarde ASF | Asfra Racing Oudenaarde ASF |
| --------------------------- | --------------------------- | --------------------------- |
| Num                         | Coureur                     | Pos                         |
| 1                           | Kirils Pogodins (LAT)       | AB                          |
| 2                           | Tim Spiers (BEL)            | AB                          |
| 3                           | Jellen Schiettecatte (BEL)  | AB                          |
| 4                           | Pieter Verwee (BEL)         | AB                          |
| 5                           | Angelo De Ketele (BEL)      | 130e                        |
| 6                           | Arne Opsomer (BEL)          | 126e                        |
| 7                           | Pieter Van Malderghem (BEL) | AB                          |

| Baguet-MIBA Poorten-Indulek BMP | Baguet-MIBA Poorten-Indulek BMP | Baguet-MIBA Poorten-Indulek BMP |
| ------------------------------- | ------------------------------- | ------------------------------- |
| Num                             | Coureur                         | Pos                             |
| 8                               | Benjamin Perry (CAN)            | 34e                             |
| 9                               | Kenny Bouvry (BEL)              | 123e                            |
| 10                              | Jens Moens (BEL)                | 73e                             |
| 11                              | Niels Van Dorsselaer (BEL)      | 139e                            |
| 12                              | Andres Saelens (BEL)            | 98e                             |
| 13                              | Gianni Bossuyt (BEL)            | 124e                            |
| 14                              | Jasper Van Der Schelden (BEL)   | AB                              |

| BCV Works-Soenens BCV | BCV Works-Soenens BCV    | BCV Works-Soenens BCV |
| --------------------- | ------------------------ | --------------------- |
| Num                   | Coureur                  | Pos                   |
| 15                    | Matthias Allegaert (BEL) | 17e                   |
| 16                    | Robby Cobbaert (BEL)     | 111e                  |
| 17                    | Alexander Maes (BEL)     | 25e                   |
| 18                    | Axel De Corte (BEL)      | 122e                  |
| 19                    | Joeri Persoon (BEL)      | 118e                  |
| 20                    | Tom Oerlemans (BEL)      | 38e                   |
| 21                    | Jonas Viaene (BEL)       | 155e                  |

| EFC-Omega Pharma-Quick Step EFC | EFC-Omega Pharma-Quick Step EFC | EFC-Omega Pharma-Quick Step EFC |
| ------------------------------- | ------------------------------- | ------------------------------- |
| Num                             | Coureur                         | Pos                             |
| 22                              | Piet Allegaert (BEL)            | 35e                             |
| 23                              | Maxime Farazijn (BEL)           | 5e                              |
| 24                              | Floris De Tier (BEL)            | 79e                             |
| 25                              | Dieter Bouvry (BEL)             | 86e                             |
| 26                              | Christophe Noppe (BEL)          | 96e                             |
| 27                              | Bert Van Lerberghe (BEL)        | 2e                              |
| 28                              | Lander Seynaeve (BEL)           | 67e                             |

| Lotto-Belisol U23 LTU | Lotto-Belisol U23 LTU    | Lotto-Belisol U23 LTU |
| --------------------- | ------------------------ | --------------------- |
| Num                   | Coureur                  | Pos                   |
| 29                    | Maarten Craeghs (BEL)    | 64e                   |
| 30                    | Amaury Capiot (BEL)      | 6e                    |
| 31                    | Ruben Pols (BEL)         | 119e                  |
| 32                    | Kevin Deltombe (BEL)     | 3e                    |
| 33                    | Xandro Meurisse (BEL)    | 32e                   |
| 34                    | Jef Van Meirhaeghe (BEL) | 21e                   |
| 35                    | Kenneth Van Rooy (BEL)   | 8e                    |

| Bianchi-Lotto-Nieuwe Hoop Tielen VZW | Bianchi-Lotto-Nieuwe Hoop Tielen VZW | Bianchi-Lotto-Nieuwe Hoop Tielen VZW |
| ------------------------------------ | ------------------------------------ | ------------------------------------ |
| Num                                  | Coureur                              | Pos                                  |
| 36                                   | Loorin Bastiaens (BEL)               | DSQ                                  |
| 37                                   | Lorenzo Blomme (BEL)                 | AB                                   |
| 38                                   | Claudio Catania (ITA)                | 100e                                 |
| 39                                   | Johannes De Paepe (BEL)              | 23e                                  |
| 40                                   | Sander Van Dingenen (BEL)            | AB                                   |
| 41                                   | Jens Vandenhoudt (BEL)               | 53e                                  |
| 42                                   | Niels Verbraeken (BEL)               | 82e                                  |

| Ottignies-Perwez OTP | Ottignies-Perwez OTP       | Ottignies-Perwez OTP |
| -------------------- | -------------------------- | -------------------- |
| Num                  | Coureur                    | Pos                  |
| 43                   | Julien Cadron (BEL)        | 132e                 |
| 44                   | Aurélien Champenois (BEL)  | 147e                 |
| 45                   | Christopher Deguelle (BEL) | 18e                  |
| 46                   | Laurent Donnay (BEL)       | 16e                  |
| 47                   | Jimmy Duquennoy (BEL)      | 26e                  |
| 48                   | Arne De Schuyter (BEL)     | 114e                 |
| 49                   | Sibrecht Pieters (BEL)     | 138e                 |

| Prorace PRO | Prorace PRO          | Prorace PRO |
| ----------- | -------------------- | ----------- |
| Num         | Coureur              | Pos         |
| 50          | Wouter Daniels (BEL) | 84e         |
| 51          | Arjen Livyns (BEL)   | 59e         |
| 52          | Robin Mertens (BEL)  | 20e         |
| 53          | Joaquim Durant (BEL) | 80e         |
| 54          | Niels Tooth (BEL)    | 93e         |
| 55          | Robby Willems (BEL)  | 39e         |
| 56          | Kenny Willems (BEL)  | 30e         |

| Van Der Vurst Development VDV | Van Der Vurst Development VDV | Van Der Vurst Development VDV |
| ----------------------------- | ----------------------------- | ----------------------------- |
| Num                           | Coureur                       | Pos                           |
| 57                            | Goran Van de Walle (BEL)      | 135e                          |
| 58                            | Yorick Slagmulders (BEL)      | 88e                           |
| 59                            | Wouter Leten (BEL)            | 105e                          |
| 60                            | Frederik Töpke (BEL)          | 106e                          |
| 61                            | Stijn Mortelmans (BEL)        | 92e                           |
| 62                            | Jeff Peelaers (BEL)           | 131e                          |
| 63                            | Rutger Roelandts (BEL)        | 75e                           |

| VL Technics-Abutriek VLT | VL Technics-Abutriek VLT | VL Technics-Abutriek VLT |
| ------------------------ | ------------------------ | ------------------------ |
| Num                      | Coureur                  | Pos                      |
| 64                       | Jochen Deweer (BEL)      | 55e                      |
| 65                       | Evert Vanneste (BEL)     | 54e                      |
| 66                       | Floris Thoré (BEL)       | 97e                      |
| 67                       | Glenn Rotty (BEL)        | 137e                     |
| 68                       | Jan Logier (BEL)         | 12e                      |
| 69                       | Laurent Pieters (BEL)    | 129e                     |
| 70                       | Tom Bosmans (BEL)        | 33e                      |

| Color Code-Biowanze CCB | Color Code-Biowanze CCB | Color Code-Biowanze CCB |
| ----------------------- | ----------------------- | ----------------------- |
| Num                     | Coureur                 | Pos                     |
| 71                      | Antoine Leleu (BEL)     | 24e                     |
| 72                      | Antoine Warnier (BEL)   | AB                      |
| 73                      | Julien Kaise (BEL)      | 83e                     |
| 74                      | Jérôme Kerf (BEL)       | 13e                     |
| 75                      | Ludovic Robeet (BEL)    | 115e                    |
| 76                      | Gaëtan Pons (BEL)       | 15e                     |
| 77                      | Ludwig De Winter (BEL)  | 146e                    |

| T.Palm-Pôle Continental Wallon PCW | T.Palm-Pôle Continental Wallon PCW | T.Palm-Pôle Continental Wallon PCW |
| ---------------------------------- | ---------------------------------- | ---------------------------------- |
| Num                                | Coureur                            | Pos                                |
| 78                                 | Jonathan Baratto (BEL)             | AB                                 |
| 79                                 | Axel Gremelpont (BEL)              | 104e                               |
| 80                                 | Guillaume Haag (BEL)               | AB                                 |
| 81                                 | Alexandre Seny (BEL)               | 31e                                |
| 82                                 | Rudy Rouet (BEL)                   | 107e                               |
| 83                                 | Sébastien Sciascia (BEL)           | AB                                 |
| 84                                 | Andrew Ydens (BEL)                 | 10e                                |

| Verandas Willems WIL | Verandas Willems WIL    | Verandas Willems WIL |
| -------------------- | ----------------------- | -------------------- |
| Num                  | Coureur                 | Pos                  |
| 85                   | Jérémy Burton (BEL)     | 43e                  |
| 86                   | Thomas De Troch (BEL)   | 120e                 |
| 87                   | Michael Goolaerts (BEL) | 125e                 |
| 88                   | Jelle Mannaerts (BEL)   | 7e                   |
| 89                   | Joren Touquet (BEL)     | 40e                  |
| 90                   | Nicolas Vereecken (BEL) | 19e                  |
| 91                   | Louis Convens (BEL)     | 28e                  |

| Josan-To Win JTW | Josan-To Win JTW            | Josan-To Win JTW |
| ---------------- | --------------------------- | ---------------- |
| Num              | Coureur                     | Pos              |
| 92               | Jeroen Vrolykx (BEL)        | 121e             |
| 93               | Angelo De Clercq (BEL)      | 63e              |
| 94               | Niels De Rooze (BEL)        | 41e              |
| 95               | Fabio Polazzi (BEL)         | 81e              |
| 96               | Niels Reynvoet (BEL)        | 4e               |
| 97               | Julien Van den Brande (BEL) | 149e             |
| 98               | Ian Vansumere (BEL)         | 27e              |

| 3M MMM | 3M MMM                   | 3M MMM |
| ------ | ------------------------ | ------ |
| Num    | Coureur                  | Pos    |
| 99     | Gregory Franckaert (BEL) | 52e    |
| 100    | Jimmy Janssens (BEL)     | 89e    |
| 101    | Sebastiaan Pot (NED)     | 44e    |
| 102    | Stef Van Zummeren (BEL)  | 99e    |
| 103    | Gertjan De Vos (BEL)     | 154e   |
| 104    | Tim Vanspeybroeck (BEL)  | 11e    |
| 105    | Emiel Vermeulen (BEL)    | AB     |

| Veranclassic-Doltcini VER | Veranclassic-Doltcini VER       | Veranclassic-Doltcini VER |
| ------------------------- | ------------------------------- | ------------------------- |
| Num                       | Coureur                         | Pos                       |
| 106                       | Francesco Van Coppernolle (BEL) | 78e                       |
| 107                       | Gilles Devillers (BEL)          | 51e                       |
| 108                       | Serge Dewortelaer (BEL)         | 57e                       |
| 109                       | Frederik Vandewiele (BEL)       | 103e                      |
| 110                       | Kevin Verwaest (BEL)            | 102e                      |
| 111                       | Tom Goovaerts (BEL)             | 85e                       |
| 112                       | Joeri Stallaert (BEL)           | 9e                        |

| Cibel CIB | Cibel CIB                   | Cibel CIB |
| --------- | --------------------------- | --------- |
| Num       | Coureur                     | Pos       |
| 113       | Kevin Callebaut (BEL)       | 70e       |
| 114       | Kenny Goossens (BEL)        | 58e       |
| 115       | Oliver Naesen (BEL)         | 48e       |
| 116       | Maniusis Martynas (LTU)     | 140e      |
| 117       | Jori Van Steenberghen (BEL) | 14e       |
| 118       | Thomas Ongena (BEL)         | 66e       |
| 119       | Thomas Gibbons (USA)        |           |

| Vastgoedservice-Golden Palace Continental VGS | Vastgoedservice-Golden Palace Continental VGS | Vastgoedservice-Golden Palace Continental VGS |
| --------------------------------------------- | --------------------------------------------- | --------------------------------------------- |
| Num                                           | Coureur                                       | Pos                                           |
| 120                                           | Jens Adams (BEL)                              | 77e                                           |
| 121                                           | Joeri Adams (BEL)                             | 91e                                           |
| 122                                           | Sander Cordeel (BEL)                          | 95e                                           |
| 123                                           | Kevin Peeters (BEL)                           | 1er                                           |
| 124                                           | Rob Peeters (BEL)                             | 151e                                          |
| 125                                           | Wout van Aert (BEL)                           | 90e                                           |
| 126                                           | Alphonse Vermote (BEL)                        | 56e                                           |

| Colba-Superano Ham CMD | Colba-Superano Ham CMD      | Colba-Superano Ham CMD |
| ---------------------- | --------------------------- | ---------------------- |
| Num                    | Coureur                     | Pos                    |
| 127                    | Pieter Buyle (BEL)          | 49e                    |
| 128                    | Jeroen Goeleven (BEL)       | 148e                   |
| 129                    | Gaëtan Marion (BEL)         | AB                     |
| 130                    | Robin Sleeuwagen (BEL)      | 108e                   |
| 131                    | Brent Van De Kerkhove (BEL) | 46e                    |
| 132                    | Matthias Vandenheede (BEL)  | 150e                   |
| 133                    | Anthony Vandenberghe (BEL)  | 72e                    |

| Wetterse Dakwerken-Trawobo-VDM WDT | Wetterse Dakwerken-Trawobo-VDM WDT | Wetterse Dakwerken-Trawobo-VDM WDT |
| ---------------------------------- | ---------------------------------- | ---------------------------------- |
| Num                                | Coureur                            | Pos                                |
| 134                                | Jelle Brackman (BEL)               | 109e                               |
| 135                                | Jasper Dult (BEL)                  | 133e                               |
| 136                                | David Motte (BEL)                  | 112e                               |
| 137                                | Frederik Penne (BEL)               | 76e                                |
| 138                                | Frederik Van Boven (BEL)           | 156e                               |
| 139                                | Davy Van Damme (BEL)               | 110e                               |
| 140                                | Jens Van Durme (BEL)               | 134e                               |

| CC Nogent-sur-Oise CCN | CC Nogent-sur-Oise CCN     | CC Nogent-sur-Oise CCN |
| ---------------------- | -------------------------- | ---------------------- |
| Num                    | Coureur                    | Pos                    |
| 141                    | Félix Pouilly (FRA)        | 50e                    |
| 142                    | Marc Fournier (FRA)        | AB                     |
| 143                    | Vincent Ginelli (FRA)      | AB                     |
| 144                    | Emmanuel Kéo (FRA)         | 94e                    |
| 145                    | Kévin Ledanois (FRA)       |                        |
| 146                    | Anthony Turgis (FRA)       |                        |
| 147                    | Julien Van Haverbeke (FRA) | 136e                   |

| NRW | NRW                      | NRW  |
| --- | ------------------------ | ---- |
| Num | Coureur                  | Pos  |
| 148 | Lukas Löer (GER)         | 101e |
| 149 | Joshua Huppertz (GER)    | 22e  |
| 150 | Alexander Kuesters (GER) | AB   |
| 151 | Joann Leinau (GER)       | AB   |
| 152 | Louis Leinau (GER)       | AB   |
| 153 | Jonas Tenbrock (GER)     | 152e |
| 154 | Stefan Schneider (GER)   | 144e |

| Distrikt Jutland Seeland DJS | Distrikt Jutland Seeland DJS | Distrikt Jutland Seeland DJS |
| ---------------------------- | ---------------------------- | ---------------------------- |
| Num                          | Coureur                      | Pos                          |
| 155                          | Kasper Würtz Schmidt (DEN)   | 141e                         |
| 156                          | Emil Ravinsholt (DEN)        | AB                           |
| 157                          | Emil Wang (DEN)              | 29e                          |
| 158                          | Nichlas Boje (DEN)           | 37e                          |
| 159                          | Jonas Nordkroggard (DEN)     | 153e                         |
| 160                          | Simon Jacobsen (DEN)         | 74e                          |
| 161                          | Daniel Rehn (DEN)            | 127e                         |

| Start-Trigon STF | Start-Trigon STF                 | Start-Trigon STF |
| ---------------- | -------------------------------- | ---------------- |
| Num              | Coureur                          | Pos              |
| 162              | Unai Iparragirre (ESP)           | NP               |
| 163              | Nicky Allard (BEL)               | NP               |
| 164              | Ulises Castillo (MEX)            | NP               |
| 165              | David van Eerd (NED)             | NP               |
| 166              | Carlos Henrique Dos Santos (BRA) | NP               |
| 167              | Eugen Wacker (KGZ) (Route)       | NP               |
| 168              | Lars Pria (ROU)                  | NP               |

| Etixx ETI | Etixx ETI               | Etixx ETI |
| --------- | ----------------------- | --------- |
| Num       | Coureur                 | Pos       |
| 169       | Jan Hirt (CZE)          | 142e      |
| 170       | Radovan Doležel (CZE)   | 62e       |
| 171       | Tim Kerkhof (NED)       | 45e       |
| 172       | Álvaro Cuadros (ESP)    | AB        |
| 173       | Markus Hoelgaard (NOR)  | 65e       |
| 174       | Łukasz Wiśniowski (POL) | NP        |
| 175       | Karel Hník (CZE)        | 113e      |

| Leopard Development LDT | Leopard Development LDT | Leopard Development LDT |
| ----------------------- | ----------------------- | ----------------------- |
| Num                     | Coureur                 | Pos                     |
| 183                     | Piero Baffi (ITA)       | 145e                    |
| 184                     | Dennis Coenen (BEL)     | 60e                     |
| 185                     | Alex Kirsch (LUX)       | 116e                    |
| 186                     | Marco König (GER)       | 69e                     |
| 187                     | Massimo Morabito (LUX)  | 143e                    |
| 188                     | Tom Thill (LUX)         | 68e                     |
| 189                     | Joël Zangerlé (LUX)     | 117e                    |

| Wanty-Groupe Gobert WGG | Wanty-Groupe Gobert WGG  | Wanty-Groupe Gobert WGG |
| ----------------------- | ------------------------ | ----------------------- |
| Num                     | Coureur                  | Pos                     |
| 190                     | Thomas Degand (BEL)      | 71e                     |
| 191                     | Frederik Backaert (BEL)  | 36e                     |
| 192                     | Jérôme Baugnies (BEL)    | 128e                    |
| 193                     | Laurens De Vreese (BEL)  | 42e                     |
| 194                     | Kevin Seeldraeyers (BEL) | 87e                     |
| 195                     | Jérôme Gilbert (BEL)     | 47e                     |
| 196                     | Kévin Van Melsen (BEL)   | 61e                     |